# Grotte Friouato

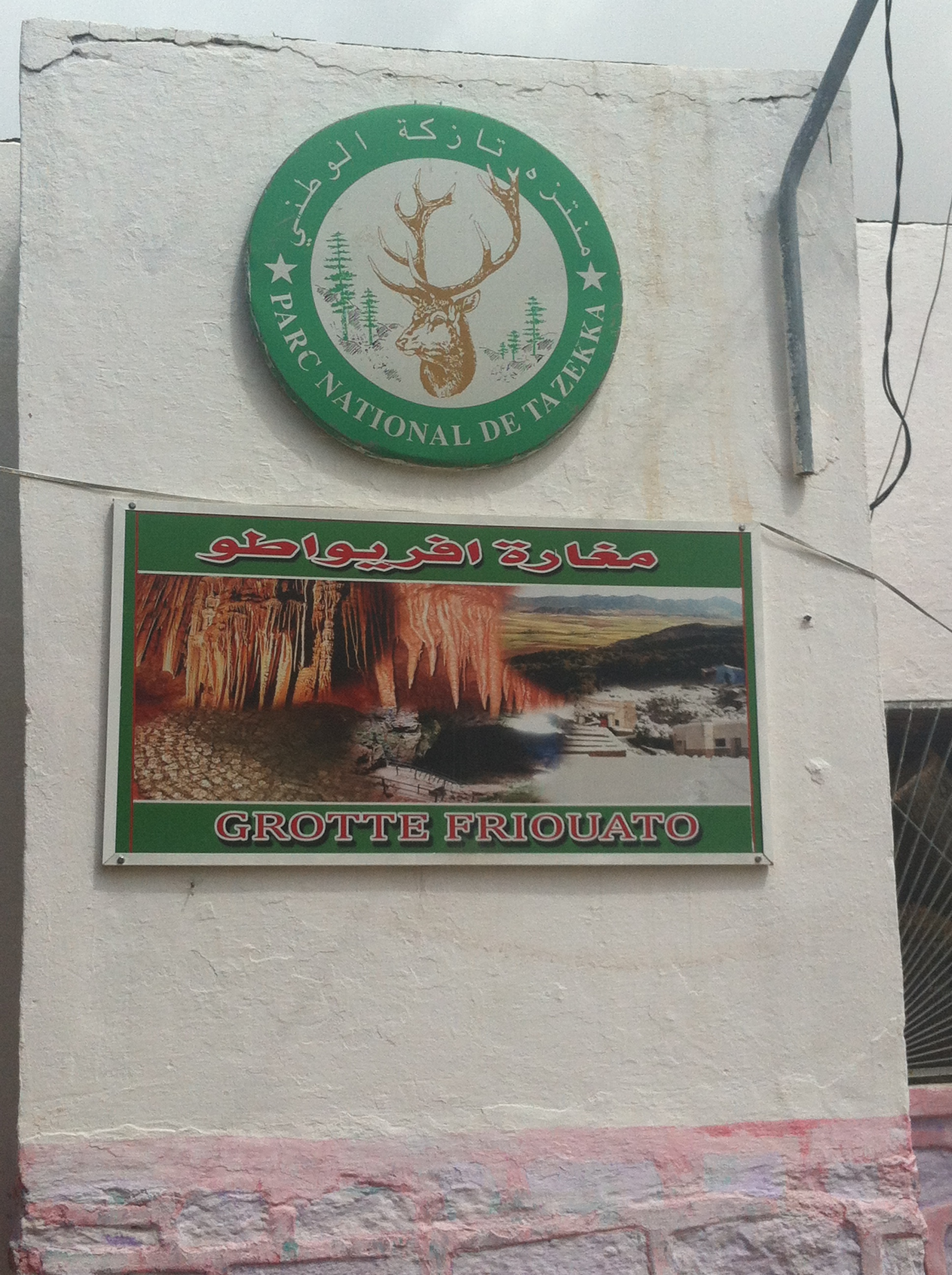
Entree van de grotten

Grotte Friouato (Arabisch: كهف فريواطو, Amazigh (Tifinagh): ⴰⵣⴰⵣⴰⵍ ⴼⵔⵉⵡⴰⵟⵓ) is de grootste bekende grot van Marokko en een van de langste grottenstelsels van Noord-Afrika. De grot bevindt zich in het Tazekka Nationaal Park, nabij de stad Taza, in het Rif-Atlasgebied in het noordoosten van Marokko.

Het hart van de Friouatogrot

## Ligging
De grot ligt op ongeveer 6 km ten zuiden van Taza, aan de rand van het Tazekka Nationaal Park, dat bekendstaat om zijn bossen, bergen en karstlandschap. Het gebied maakt deel uit van de uitlopers van het Midden-Atlasgebergte.

## Ontdekking en verkenning
De Friouatogrot werd voor het eerst wetenschappelijk verkend in de jaren 1930. In 1950 werd de grot verder onderzocht door Franse speleologen, waaronder Norbert Casteret, die bekendstond om zijn werk in de Pyreneeën. Sindsdien zijn er verschillende speleologische expedities georganiseerd om het ondergrondse netwerk in kaart te brengen.
Tot op heden is meer dan 3.000 meter aan tunnels en galerijen onderzocht. De werkelijke omvang van het grottenstelsel wordt vermoedelijk nog onderschat.

## Kenmerken
- Ingang: Via een verticale schacht van ongeveer 20 meter diep.
- Structuur: De grot bestaat uit een reeks ondergrondse zalen, galerijen, spleten en meertjes.
- Formaties: Bezoekers treffen indrukwekkende stalactieten, stalagmieten, kolommen en karstformaties aan.
- Diepte: De onderzochte diepte reikt tot ongeveer 271 meter.

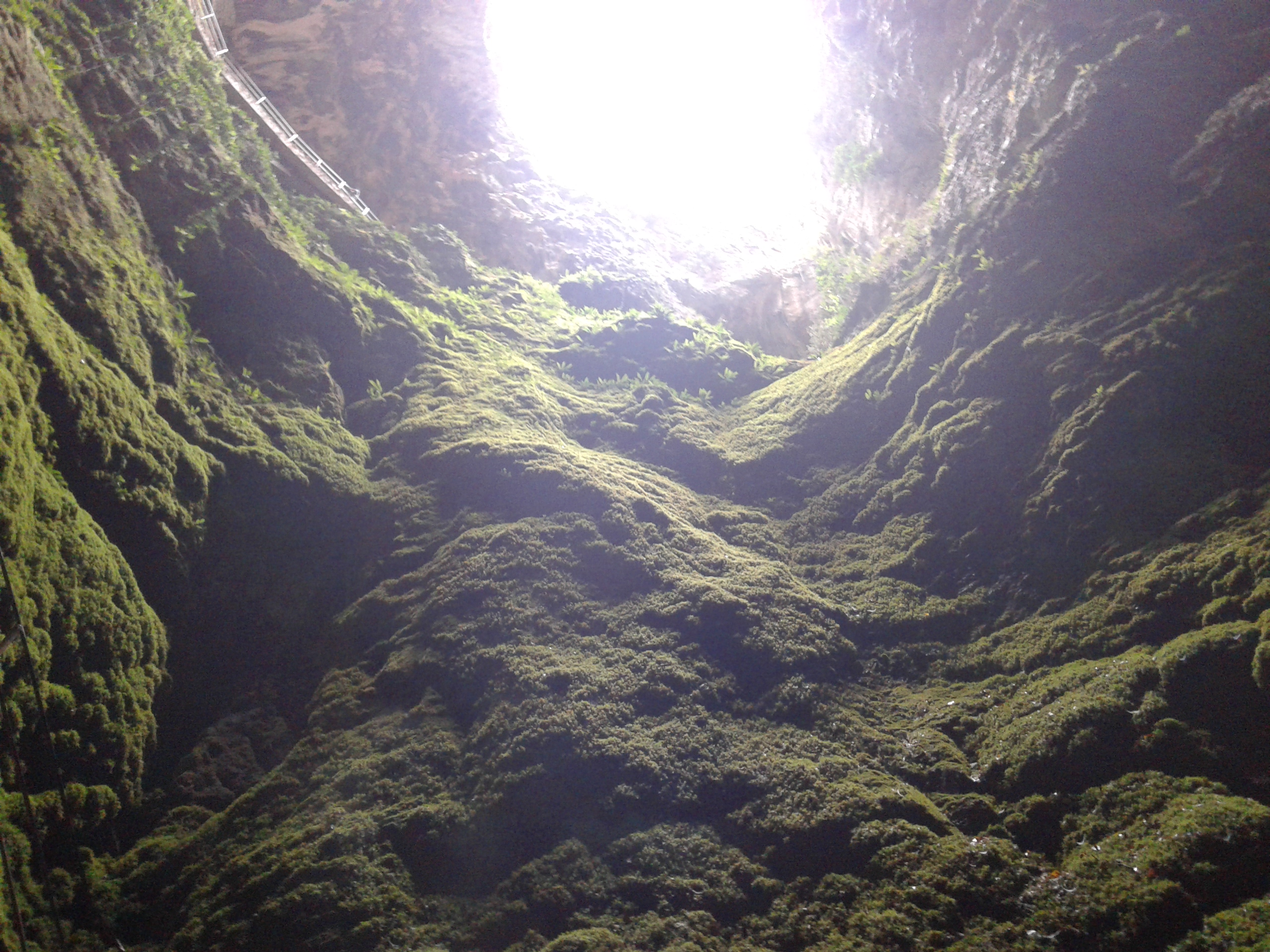

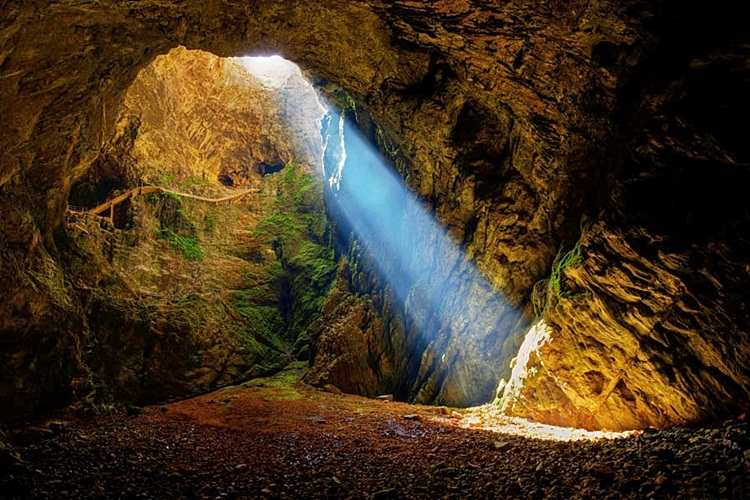

## Toerisme
Grotte Friouato is open voor toeristisch bezoek onder begeleiding van een gids. De eerste 500 meter van de grot is toegankelijk voor bezoekers met degelijke wandelschoenen en zaklampen. Diepere delen zijn uitsluitend toegankelijk voor ervaren speleologen met uitrusting.
De grot is vooral populair in de lente en zomer, wanneer bezoekers het koele binnenklimaat opzoeken en de omliggende natuur van het Tazekka-park verkennen

## Ecologie
De grot en de omliggende kalksteengebieden maken deel uit van een belangrijk karstecosysteem. In de grot leven verschillende vleermuissoorten en insecten die aangepast zijn aan het duistere en vochtige milieu.